# موبيرا سيتيمان 900
موبيرا Cityman 900 هو أحد أجهزة نوكيا، شركة الهواتف والتقنية النقالة. يأتي هذا الجهاز مع شاشة أحادية اللون (مونوكروم). تم إصدار هذا الجهاز في 1987. أما بالنسبة لوضعية إنتاجه الحالية فلم يعد يتم إنتاجه. تقنيته/تردده هي NMT 900. جيل الجهاز هو غير معروف. عامل الشكل (التصميم) للجهاز هو "نوع الطابوق.